# Paul Lehugeur
Paul Lehugeur (né le 3 janvier 1854 à Marnes-la-Coquette et mort le 2 février 1933 à Pont-à-Mousson) est un historien français.

## Biographie
Paul Lehugeur est le fils de Louis Alfred Lehugueur (1826-1891), professeur au Lycée Louis-le-Grand.
Docteur ès-lettres, agrégé d’histoire, professeur d’histoire-géographie au lycée Henri IV, professeur à la Maison d’éducation de Saint-Denis, Paul Lehugeur fut également professeur au lycée Charlemagne et, malgré son âge, engagé volontaire lors de la Première Guerre mondiale.

## Publications (sélection)[6]
- Histoire de l'armée française, Paris : Hachette, 1880.
- Mahomet, Paris : Hachette, 1884.
- Histoire contemporaine de la France en 60 tableaux, illustrée de 256 vignettes, Paris : Lahure, 1890 (lire en ligne sur Gallica).
- Histoire de Philippe le Long (1316-1322), Paris : Hachette, 1897.